# Elezione del Presidente della Repubblica Italiana del 1971

Risultati XXIII Scrutinio: Giovanni Leone (518); Pietro Nenni (408); Sandro Pertini (6); Voti dispersi (25); Schede bianche (36); Schede nulle (3); Assenti=12.

L'elezione del presidente della Repubblica Italiana del 1971 si svolse tra il 9 e il 24 dicembre.
Per la prima volta partecipano anche i rappresentanti dei consigli regionali delle Regioni a statuto ordinario. Si pone, inoltre, la questione della segretezza del voto, decisa con un fermo richiamo del presidente della Camera Sandro Pertini.
Presidente uscente è Giuseppe Saragat, il cui mandato scade il 29 dicembre; risulta eletto, al XXIII scrutinio, Giovanni Leone.

## Informazioni generali
Il candidato ufficiale della DC, partito di maggioranza relativa, è il presidente del Senato Amintore Fanfani. Socialisti e comunisti annunciano subito una candidatura comune, alternativa alla maggioranza di centro-sinistra, nella persona di Francesco De Martino. I socialdemocratici sostengono il presidente uscente Saragat, mentre i liberali Giovanni Malagodi e il Movimento Sociale Italiano Augusto De Marsanich.
La candidatura Fanfani regge solo sei votazioni, nelle quali il politico toscano rimane sempre al di sotto, nei suffragi, a quelli del socialista De Martino. All'11º scrutinio, la DC ripropone nuovamente Fanfani per poi prendere atto della debolezza di tale candidatura, che non riesce ad attrarre i voti dei partiti alleati, e ritirarla definitivamente.
La situazione di stallo va avanti sino al 21º scrutinio, quando nell'assemblea dei grandi elettori DC la candidatura centrista di Giovanni Leone prevale di stretta misura su quella di Aldo Moro, che avrebbe rappresentato una scelta più aperta ai partiti di sinistra. Immediatamente i vertici della DC si accordano anche con PSDI, PLI e PRI per portare Leone al Quirinale.
Leone, tuttavia, non è immune all'azione dei franchi tiratori; al 22º scrutinio, infatti, manca l'elezione per un solo voto (503, contro i 504 del quorum richiesto), mentre le sinistre sostituiscono la candidatura De Martino con quella di Pietro Nenni, nel tentativo di spaccare la DC, acquisendo i voti dei sostenitori di Moro.
Leone è comunque eletto capo dello Stato il 24 dicembre 1971 al 23º scrutinio, con 518 voti su 1008 "grandi elettori", contro i 408 di Nenni. Per il raggiungimento del quorum, dato l'alto numero di schede bianche (46, presumibilmente da parte di franchi tiratori DC) risultano determinanti i voti del Movimento Sociale Italiano.
L'elezione di Leone, con 23 scrutini necessari a raggiungere la maggioranza assoluta dei componenti dell'assemblea elettiva, è la più lunga nella storia della Repubblica Italiana; Leone, inoltre, è eletto con la percentuale più bassa della storia: 51,4%. Il presidente presta giuramento ed entra in carica il 29 dicembre.

## L'assemblea elettrice

### Composizione dell'assemblea
| Partito                  | Partito                                          | Deputati | Senatori | Delegati regionali | Totale |
| ------------------------ | ------------------------------------------------ | -------- | -------- | ------------------ | ------ |
|                          | Democrazia Cristiana                             | 265      | 135      | 24                 | 424    |
|                          | Partito Comunista Italiano                       | 166      | 76       | 17                 | 259    |
|                          | Partito Socialista Italiano                      | 62       | 37       | 6                  | 105    |
|                          | Partito Liberale Italiano                        | 31       | 16       | 2                  | 49     |
|                          | Partito Socialista Democratico Italiano          | 29       | 11       | 4                  | 44     |
|                          | Partito Socialista Italiano di Unità Proletaria  | 22       | 13       | 2                  | 37     |
|                          | Movimento Sociale Italiano                       | 25       | 11       | —                  | 36     |
|                          | Sinistra Indipendente                            | 6        | 12       | —                  | 18     |
|                          | Partito Repubblicano Italiano                    | 9        | 2        | 1                  | 12     |
|                          | Partito Democratico Italiano di Unità Monarchica | 5        | 2        | —                  | 7      |
|                          | Manifesto                                        | 5        | —        | —                  | 5      |
|                          | Südtiroler Volkspartei                           | 2        | 2        | 1                  | 5      |
|                          | Movimento Politico dei Lavoratori                | 2        | —        | —                  | 2      |
|                          | Sudtirolesi                                      | 1        | —        | —                  | 1      |
|                          | Democratici Popolari                             | —        | —        | 1                  | 1      |
|                          | Indipendenti                                     | —        | 3        | —                  | 3      |
| Totale grandi elettori   | Totale grandi elettori                           | 630      | 320      | 58                 | 1008   |
| Fonti: L'Unità La Stampa |                                                  |          |          |                    |        |

## L'elezione

### Preferenze per Giovanni Leone
| Scrutinio | Voti | Percentuale |
| --------- | ---- | ----------- |
| I         | 0    | 0%          |
| II        | 0    | 0%          |
| III       | 0    | 0%          |
| IV        | 0    | 0%          |
| V         | 0    | 0%          |
| VI        | 0    | 0%          |
| VII       | 0    | 0%          |
| VIII      | 0    | 0%          |
| IX        | 0    | 0%          |
| X         | 0    | 0%          |
| XI        | 0    | 0%          |
| XII       | 0    | 0%          |
| XIII      | 0    | 0%          |
| XIV       | 0    | 0%          |
| XV        | 0    | 0%          |
| XVI       | 0    | 0%          |
| XVII      | 0    | 0%          |
| XVIII     | 0    | 0%          |
| XIX       | 0    | 0%          |
| XX        | 0    | 0%          |
| XXI       | 0    | 0%          |
| XXII      | 503  | 49,9%       |
| XXIII     | 518  | 51,4%       |

### I scrutinio
Per la nomina è richiesta una maggioranza di due terzi dei 1008 membri dell'Assemblea.
| Dati votazione | Dati votazione |    | Nome                 | Nome | Voti |
| -------------- | -------------- | -- | -------------------- | ---- | ---- |
| Presenti       | 987            |    | Francesco De Martino | 397  |      |
| Votanti        | 987            |    | Amintore Fanfani     | 384  |      |
| Astenuti       | 0              |    | Giovanni Malagodi    | 49   |      |
| Maggioranza    | 672            |    | Giuseppe Saragat     | 45   |      |
|                |                |    | Augusto De Marsanich | 42   |      |
|                | Voti dispersi  | 12 |                      |      |      |
|                | Schede bianche | 57 |                      |      |      |
|                | Schede nulle   | 1  |                      |      |      |

Poiché nessun candidato raggiunge il quorum richiesto, si procede al II scrutinio.

### II scrutinio
Per la nomina è richiesta una maggioranza di due terzi dei 1008 membri dell'Assemblea.
| Dati votazione | Dati votazione |    | Nome                 | Nome | Voti |
| -------------- | -------------- | -- | -------------------- | ---- | ---- |
| Presenti       | 986            |    | Francesco De Martino | 398  |      |
| Votanti        | 986            |    | Amintore Fanfani     | 368  |      |
| Astenuti       | 0              |    | Giovanni Malagodi    | 50   |      |
| Maggioranza    | 672            |    | Giuseppe Saragat     | 46   |      |
|                |                |    | Augusto De Marsanich | 39   |      |
|                | Voti dispersi  | 8  |                      |      |      |
|                | Schede bianche | 77 |                      |      |      |
|                | Schede nulle   | 0  |                      |      |      |

Poiché nessun candidato raggiunge il quorum richiesto, si procede al III scrutinio.

### III scrutinio
Per la nomina è richiesta una maggioranza di due terzi dei 1008 membri dell'Assemblea.
| Dati votazione | Dati votazione |    | Nome                 | Nome | Voti |
| -------------- | -------------- | -- | -------------------- | ---- | ---- |
| Presenti       | 993            |    | Francesco De Martino | 404  |      |
| Votanti        | 993            |    | Amintore Fanfani     | 384  |      |
| Astenuti       | 0              |    | Giuseppe Saragat     | 51   |      |
| Maggioranza    | 672            |    | Giovanni Malagodi    | 50   |      |
|                |                |    | Augusto De Marsanich | 38   |      |
|                | Voti dispersi  | 4  |                      |      |      |
|                | Schede bianche | 62 |                      |      |      |
|                | Schede nulle   | 0  |                      |      |      |

Poiché nessun candidato raggiunge il quorum richiesto, si procede al IV scrutinio.

### IV scrutinio
Per la nomina è richiesta la maggioranza assoluta dei 1008 membri dell'Assemblea.
| Dati votazione | Dati votazione |    | Nome                 | Nome | Voti |
| -------------- | -------------- | -- | -------------------- | ---- | ---- |
| Presenti       | 997            |    | Francesco De Martino | 411  |      |
| Votanti        | 997            |    | Amintore Fanfani     | 337  |      |
| Astenuti       | 0              |    | Giuseppe Saragat     | 50   |      |
| Maggioranza    | 505            |    | Giovanni Malagodi    | 50   |      |
|                |                |    | Augusto De Marsanich | 42   |      |
|                | Voti dispersi  | 3  |                      |      |      |
|                | Schede bianche | 64 |                      |      |      |
|                | Schede nulle   | 0  |                      |      |      |

Poiché nessun candidato raggiunge il quorum richiesto, si procede al V scrutinio.

### V scrutinio
Per la nomina è richiesta la maggioranza assoluta dei 1008 membri dell'Assemblea.
| Dati votazione | Dati votazione |    | Nome                 | Nome | Voti |
| -------------- | -------------- | -- | -------------------- | ---- | ---- |
| Presenti       | 995            |    | Francesco De Martino | 399  |      |
| Votanti        | 995            |    | Amintore Fanfani     | 385  |      |
| Astenuti       | 0              |    | Giuseppe Saragat     | 51   |      |
| Maggioranza    | 505            |    | Giovanni Malagodi    | 51   |      |
|                |                |    | Augusto De Marsanich | 43   |      |
|                | Voti dispersi  | 4  |                      |      |      |
|                | Schede bianche | 62 |                      |      |      |
|                | Schede nulle   | 0  |                      |      |      |

Poiché nessun candidato raggiunge il quorum richiesto, si procede al VI scrutinio.

### VI scrutinio
Per la nomina è richiesta la maggioranza assoluta dei 1008 membri dell'Assemblea.
| Dati votazione | Dati votazione |    | Nome                 | Nome | Voti |
| -------------- | -------------- | -- | -------------------- | ---- | ---- |
| Presenti       | 996            |    | Francesco De Martino | 413  |      |
| Votanti        | 996            |    | Amintore Fanfani     | 378  |      |
| Astenuti       | 0              |    | Giuseppe Saragat     | 50   |      |
| Maggioranza    | 505            |    | Giovanni Malagodi    | 48   |      |
|                |                |    | Mariano Rumor        | 6    |      |
|                | Voti dispersi  | 7  |                      |      |      |
|                | Schede bianche | 91 |                      |      |      |
|                | Schede nulle   | 3  |                      |      |      |

Poiché nessun candidato raggiunge il quorum richiesto, si procede al VII scrutinio.
Da segnalare, a puro titolo di curiosità, quello che successe durante questo scrutinio, quando un anonimo grande elettore scrisse su una scheda bianca poi annullata dall'allora presidente della Camera Pertini: "Nano maledetto/non sarai mai eletto". Tradizione vuole che la frase fosse indirizzata all'allora presidente del Senato Amintore Fanfani, "cavallo di razza" della Democrazia Cristiana, che inoltre, durante lo scrutinio, ebbe la "sfortuna" di leggere il curioso motteggio.

### VII scrutinio
Per la nomina è richiesta la maggioranza assoluta dei 1008 membri dell'Assemblea.
| Dati votazione | Dati votazione |   | Nome                 | Nome | Voti |
| -------------- | -------------- | - | -------------------- | ---- | ---- |
| Presenti       | 986            |   | Francesco De Martino | 408  |      |
| Votanti        | 562            |   | Giuseppe Saragat     | 51   |      |
| Astenuti       | 424            |   | Giovanni Malagodi    | 50   |      |
| Maggioranza    | 505            |   | Voti dispersi        | 2    |      |
|                |                |   | Schede bianche       | 51   |      |
|                | Schede nulle   | 0 |                      |      |      |

Poiché nessun candidato raggiunge il quorum richiesto, si procede all'VIII scrutinio.

### VIII scrutinio
Per la nomina è richiesta la maggioranza assoluta dei 1008 membri dell'Assemblea.
| Dati votazione | Dati votazione |   | Nome                 | Nome | Voti |
| -------------- | -------------- | - | -------------------- | ---- | ---- |
| Presenti       | 987            |   | Francesco De Martino | 411  |      |
| Votanti        | 564            |   | Giuseppe Saragat     | 52   |      |
| Astenuti       | 423            |   | Giovanni Malagodi    | 50   |      |
| Maggioranza    | 505            |   | Voti dispersi        | 2    |      |
|                |                |   | Schede bianche       | 48   |      |
|                | Schede nulle   | 1 |                      |      |      |

Poiché nessun candidato raggiunge il quorum richiesto, si procede al IX scrutinio.

### IX scrutinio
Per la nomina è richiesta la maggioranza assoluta dei 1008 membri dell'Assemblea.
| Dati votazione | Dati votazione |   | Nome                 | Nome | Voti |
| -------------- | -------------- | - | -------------------- | ---- | ---- |
| Presenti       | 984            |   | Francesco De Martino | 407  |      |
| Votanti        | 563            |   | Giuseppe Saragat     | 55   |      |
| Astenuti       | 421            |   | Giovanni Malagodi    | 47   |      |
| Maggioranza    | 505            |   | Voti dispersi        | 4    |      |
|                |                |   | Schede bianche       | 47   |      |
|                | Schede nulle   | 2 |                      |      |      |

Poiché nessun candidato raggiunge il quorum richiesto, si procede al X scrutinio.

### X scrutinio
Per la nomina è richiesta la maggioranza assoluta dei 1008 membri dell'Assemblea.
| Dati votazione | Dati votazione |   | Nome                 | Nome | Voti |
| -------------- | -------------- | - | -------------------- | ---- | ---- |
| Presenti       | 988            |   | Francesco De Martino | 404  |      |
| Votanti        | 563            |   | Giuseppe Saragat     | 56   |      |
| Astenuti       | 425            |   | Giovanni Malagodi    | 48   |      |
| Maggioranza    | 505            |   | Voti dispersi        | 3    |      |
|                |                |   | Schede bianche       | 50   |      |
|                | Schede nulle   | 2 |                      |      |      |

Poiché nessun candidato raggiunge il quorum richiesto, si procede all'XI scrutinio.

### XI scrutinio
Per la nomina è richiesta la maggioranza assoluta dei 1008 membri dell'Assemblea.
| Dati votazione | Dati votazione |    | Nome                 | Nome | Voti |
| -------------- | -------------- | -- | -------------------- | ---- | ---- |
| Presenti       | 1000           |    | Francesco De Martino | 407  |      |
| Votanti        | 988            |    | Amintore Fanfani     | 393  |      |
| Astenuti       | 12             |    | Giuseppe Saragat     | 56   |      |
| Maggioranza    | 505            |    | Giovanni Malagodi    | 48   |      |
|                |                |    | Voti dispersi        | 22   |      |
|                | Schede bianche | 60 |                      |      |      |
|                | Schede nulle   | 2  |                      |      |      |

Poiché nessun candidato raggiunge il quorum richiesto, si procede al XII scrutinio.

### XII scrutinio
Per la nomina è richiesta la maggioranza assoluta dei 1008 membri dell'Assemblea.
| Dati votazione | Dati votazione |  | Nome                 | Nome | Voti |
| -------------- | -------------- |  | -------------------- | ---- | ---- |
| Presenti       | 993            |  | Francesco De Martino | 394  |      |
| Votanti        | 518            |  | Giuseppe Saragat     | 48   |      |
| Astenuti       | 475            |  | Voti dispersi        | 14   |      |
| Maggioranza    | 505            |  | Schede bianche       | 62   |      |
|                |                |  | Schede nulle         | 1    |      |

Poiché nessun candidato raggiunge il quorum richiesto, si procede al XIII scrutinio.

### XIII scrutinio
Per la nomina è richiesta la maggioranza assoluta dei 1008 membri dell'Assemblea.
| Dati votazione | Dati votazione |  | Nome                 | Nome | Voti |
| -------------- | -------------- |  | -------------------- | ---- | ---- |
| Presenti       | 986            |  | Francesco De Martino | 407  |      |
| Votanti        | 514            |  | Giuseppe Saragat     | 49   |      |
| Astenuti       | 472            |  | Voti dispersi        | 9    |      |
| Maggioranza    | 505            |  | Schede bianche       | 48   |      |
|                |                |  | Schede nulle         | 1    |      |

Poiché nessun candidato raggiunge il quorum richiesto, si procede al XIV scrutinio.

### XIV scrutinio
Per la nomina è richiesta la maggioranza assoluta dei 1008 membri dell'Assemblea.
| Dati votazione | Dati votazione |  | Nome                 | Nome | Voti |
| -------------- | -------------- |  | -------------------- | ---- | ---- |
| Presenti       | 984            |  | Francesco De Martino | 406  |      |
| Votanti        | 475            |  | Giuseppe Saragat     | 49   |      |
| Astenuti       | 509            |  | Voti dispersi        | 5    |      |
| Maggioranza    | 505            |  | Schede bianche       | 15   |      |
|                |                |  | Schede nulle         | 0    |      |

Poiché nessun candidato raggiunge il quorum richiesto, si procede al XV scrutinio.

### XV scrutinio
Per la nomina è richiesta la maggioranza assoluta dei 1008 membri dell'Assemblea.
| Dati votazione | Dati votazione |  | Nome                 | Nome | Voti |
| -------------- | -------------- |  | -------------------- | ---- | ---- |
| Presenti       | 976            |  | Francesco De Martino | 400  |      |
| Votanti        | 472            |  | Giuseppe Saragat     | 42   |      |
| Astenuti       | 504            |  | Voti dispersi        | 9    |      |
| Maggioranza    | 505            |  | Schede bianche       | 19   |      |
|                |                |  | Schede nulle         | 2    |      |

Poiché nessun candidato raggiunge il quorum richiesto, si procede al XVI scrutinio.

### XVI scrutinio
Per la nomina è richiesta la maggioranza assoluta dei 1008 membri dell'Assemblea.
| Dati votazione | Dati votazione |    | Nome                 | Nome | Voti |
| -------------- | -------------- | -- | -------------------- | ---- | ---- |
| Presenti       | 969            |    | Francesco De Martino | 393  |      |
| Votanti        | 425            |    | Pietro Nenni         | 7    |      |
| Astenuti       | 544            |    | Amintore Fanfani     | 6    |      |
| Maggioranza    | 505            |    | Sandro Pertini       | 5    |      |
|                |                |    | Voti dispersi        | 3    |      |
|                | Schede bianche | 10 |                      |      |      |
|                | Schede nulle   | 1  |                      |      |      |

Poiché nessun candidato raggiunge il quorum richiesto, si procede al diciassettesimo scrutinio.

### XVII scrutinio
Per la nomina è richiesta la maggioranza assoluta dei 1008 membri dell'Assemblea.
| Dati votazione | Dati votazione |   | Nome                 | Nome | Voti |
| -------------- | -------------- | - | -------------------- | ---- | ---- |
| Presenti       | 969            |   | Francesco De Martino | 397  |      |
| Votanti        | 428            |   | Sandro Pertini       | 7    |      |
| Astenuti       | 541            |   | Amintore Fanfani     | 5    |      |
| Maggioranza    | 505            |   | Voti dispersi        | 6    |      |
|                |                |   | Schede bianche       | 13   |      |
|                | Schede nulle   | 0 |                      |      |      |

Poiché nessun candidato raggiunge il quorum richiesto, si procede al diciottesimo scrutinio.

### XVIII scrutinio
Per la nomina è richiesta la maggioranza assoluta dei 1008 membri dell'Assemblea.
| Dati votazione | Dati votazione |  | Nome                 | Nome | Voti |
| -------------- | -------------- |  | -------------------- | ---- | ---- |
| Presenti       | 976            |  | Francesco De Martino | 402  |      |
| Votanti        | 429            |  | Sandro Pertini       | 7    |      |
| Astenuti       | 547            |  | Voti dispersi        | 7    |      |
| Maggioranza    | 505            |  | Schede bianche       | 12   |      |
|                |                |  | Schede nulle         | 1    |      |

Poiché nessun candidato raggiunge il quorum richiesto, si procede al diciannovesimo scrutinio.

### XIX scrutinio
Per la nomina è richiesta la maggioranza assoluta dei 1008 membri dell'Assemblea.
| Dati votazione | Dati votazione |   | Nome                 | Nome | Voti |
| -------------- | -------------- | - | -------------------- | ---- | ---- |
| Presenti       | 976            |   | Francesco De Martino | 390  |      |
| Votanti        | 423            |   | Sandro Pertini       | 10   |      |
| Astenuti       | 544            |   | Pietro Nenni         | 9    |      |
| Maggioranza    | 505            |   | Voti dispersi        | 6    |      |
|                |                |   | Schede bianche       | 17   |      |
|                | Schede nulle   | 0 |                      |      |      |

Poiché nessun candidato raggiunge il quorum richiesto, si procede al ventesimo scrutinio.

### XX scrutinio
Per la nomina è richiesta la maggioranza assoluta dei 1008 membri dell'Assemblea.
| Dati votazione | Dati votazione |  | Nome                 | Nome | Voti |
| -------------- | -------------- |  | -------------------- | ---- | ---- |
| Presenti       | 973            |  | Francesco De Martino | 402  |      |
| Votanti        | 427            |  | Voti dispersi        | 10   |      |
| Astenuti       | 546            |  | Schede bianche       | 15   |      |
| Maggioranza    | 505            |  | Schede nulle         | 0    |      |

Poiché nessun candidato raggiunge il quorum richiesto, si procede al XXI scrutinio.

### XXI scrutinio
Per la nomina è richiesta la maggioranza assoluta dei 1008 membri dell'Assemblea.
| Dati votazione | Dati votazione |  | Nome                 | Nome | Voti |
| -------------- | -------------- |  | -------------------- | ---- | ---- |
| Presenti       | 973            |  | Francesco De Martino | 400  |      |
| Votanti        | 430            |  | Sandro Pertini       | 6    |      |
| Astenuti       | 543            |  | Voti dispersi        | 7    |      |
| Maggioranza    | 505            |  | Schede bianche       | 17   |      |
|                |                |  | Schede nulle         | 0    |      |

Poiché nessun candidato raggiunge il quorum richiesto, si procede al ventiduesimo scrutinio.

### XXII scrutinio
Per la nomina è richiesta la maggioranza assoluta dei 1007 membri dell'Assemblea.
| Dati votazione | Dati votazione |    | Nome             | Nome | Voti |
| -------------- | -------------- | -- | ---------------- | ---- | ---- |
| Presenti       | 991            |    | Giovanni Leone   | 503  |      |
| Votanti        | 991            |    | Pietro Nenni     | 408  |      |
| Astenuti       | 0              |    | Giuseppe Saragat | 7    |      |
| Maggioranza    | 504            |    | Sandro Pertini   | 6    |      |
|                |                |    | Voti dispersi    | 19   |      |
|                | Schede bianche | 46 |                  |      |      |
|                | Schede nulle   | 2  |                  |      |      |

Poiché nessun candidato raggiunge il quorum richiesto, si procede al XXIII scrutinio.

### XXIII scrutinio
Per la nomina è richiesta la maggioranza assoluta dei 1008 membri dell'Assemblea.
| Dati votazione | Dati votazione |   | Nome           | Nome | Voti |
| -------------- | -------------- | - | -------------- | ---- | ---- |
| Presenti       | 996            |   | Giovanni Leone | 518  |      |
| Votanti        | 996            |   | Pietro Nenni   | 408  |      |
| Astenuti       | 0              |   | Sandro Pertini | 6    |      |
| Maggioranza    | 505            |   | Voti dispersi  | 25   |      |
|                |                |   | Schede bianche | 36   |      |
|                | Schede nulle   | 3 |                |      |      |

Risulta eletto: Giovanni Leone.